# 始興市庁駅
始興市庁駅（シフンシチョンえき）は、大韓民国京畿道始興市広石洞にある、西海線の駅である。将来的に京江線・新安山線との乗換駅になる予定がある。

## 歴史
- 2013年10月21日 - 事業用鉄道路線告示にて駅名を始興市庁駅に決定。[1]
- 2018年4月6日 - 鉄道距離表告示。[2]
- 2018年6月16日 - 西海線開業。[3]

## 駅構造
2面2線の相対式ホームを有する。

### のりば
| 上行 | ● 西海線 | 素砂方面 |
| 下行 | ● 西海線 | 元時方面 |

## 駅周辺
- 始興市庁舎
- 始興市庁公園
- 蓮城119安全センター
- 蓮城洞行政福祉センター
- 始興市総合職業センター
- 京畿道老人専門始興病院

## 隣の駅
素砂元時線運営
●西海線　
新峴駅 (S20) - 始興市庁駅 (S22) - 始興陵谷駅 (S23)